# Wilhelm Friedrich (Verleger)

Wilhelm Friedrich

Wilhelm Friedrich (* 5. November 1851 in Anklam; † 9. Oktober 1925 in Magugnano am Gardasee; vollständiger Name: Max Wilhelm Karl Friedrich) war ein deutscher Verleger.
Wilhelm Friedrich, Sohn eines preußischen Kreisbaumeisters, erlernte in Elbing den Beruf des Buchhändlers. In Bonn, Venedig, Kiew, Tiflis und Lyon erweiterte er anschließend seine Kenntnisse in Beruf und Sprachen. 1878 gründete er in Leipzig eine Internationale Buchhandlung. 1879 übernahm Friedrich das „Magazin für die Literatur des Auslandes“, eine literarische Wochenzeitschrift, die von 1881 bis 1885 offizielles Organ des Allgemeinen Deutschen Schriftstellerverbandes war.
Mit seinem Verlag erhielten konservative sowie modern realistische Schriftsteller ein Forum. 1883 brachte Wilhelm Friedrich einen Roman von Theodor Fontane heraus, Schach von Wuthenow. Seit 1885 war er der wichtigste Verlag der Frühnaturalisten, in dem unter anderem Werke von Karl Bleibtreu, Hermann Conradi und Detlev von Liliencron herausgegeben wurden. Von 1887 bis 1896 erschien bei ihm die führende naturalistische Zeitschrift „Die Gesellschaft“ von Michael Georg Conrad. Innerhalb von 15 Jahren brachte Friedrich über tausend Werke heraus. Er hatte dabei die gesamte "Moderne", das "Jüngste Deutschland" bzw. die "Realisten", wie sie sich nannten, unter Vertrag.
Wegen interner Streitigkeiten zwischen seinen Autoren verlor Friedrich aber bald ebenso an Ansehen, wie durch seine Weigerung, Gerhart Hauptmanns „Vor Sonnenaufgang“ zu verlegen. Schließlich musste er 1895 seinen literarischen Verlag verkaufen.
Ab 1896 lebte er am Gardasee. Während des Ersten Weltkriegs wurde er aus Italien ausgewiesen. Von 1916 bis 1919 leitete er den Buch- und Kunstverlag Ernst Finckh. Später übernahm er die Leitung des Arbeitsverlags, den er mitbegründet hatte.

## Zitate
- Peter de Mendelssohn: Mit unglaublichem Schwung und Enthusiasmus versuchte er, der deutschen Literatur etwas zu geben, was sie seit langem schon nicht mehr besaß und unter den neuen Verhältnissen nicht mehr besitzen konnte: einen kämpferisch-fortschrittlichen, alle Zweige des lebendigen Schrifttums umfassenden universalistischen Kulturverlag. Der Versuch zu dieser Zeit war zum Scheitern verurteilt, und er scheiterte.[1]

- Detlev von Liliencron: Wir Modernen wären alle geliefert und verratzt gewesen, hätten wir nicht Friedrich als Verleger gehabt.[2]